# Голям син бегач
Големият син бегач (Carabus scabrosus) е вид едър бръмбар от сем. Бегачи. Представител е на подрод Големи бегачи (Procerus) и, заедно с Големия черен бегач, са най-големите бегачи в България и Европа с размери 4 – 6 cm.

## Разпространение
Големият син бегач е ендемичен вид разпространен в югоизточната част на Балканския полуостров и северозападната част на Анатолия, както и на п-ов Крим.
В България е намиран в Средна и Източна Стара планина, Средна гора, Тракийска низина, Странджа и южното Черноморие, на височина от морското равнище до 1300 m..

## Външен вид
Голям бръмбар достигащ размери 4 – 6 cm. Цветът му варира от лилаво, синьо-зелено до зелено. Челюстите са масивни, сърповидно извити и силно заострени – приспособени за разчупване на черупките на основната му храна – охлювите. Главата и преднегръбът са грубо набръчкани. Преднегръбът е заоблен шестоъгълник. Елитрите са изпъкнали с елипсовидни грапавини подредени в повече или по-малко личащи редици.

## Начин на живот
Ларвите и възрастните са хищници и се хранят предимно с охлюви. В лабораторни условия е установено, че приема и сурово и сготвено месо, плодове и зеленчуци, червеи, омлет, хляб накиснат в подсладено мляко.

## Систематика
Традиционно големите бегачи са поставяни в подрод Procerus на род Carabus. Някои автори обаче издигат ранга на Procerus в самостоятелен род и тогава научното име на вида става Procerus scabrosus.

### Подвидове
Описани са множество подвидове на Големия син бегач. Няма пълно единогласие относно вътревидовото деление. Най-често споменаваните подвидове са:
- Carabus scabrosus scabrosus Olivier, 1795 – номинантния подвид към който се причисляват и българските популации.[4]
- Carabus scabrosus tauricus Bonelli, 1810 – подвид срещащ се само на Кримския полуостров.[4]

## Филателия
Големият син бегач е изобразен на българска пощенска марка от 1968 г. с номинална стойност 1 ст.